# 몬테푸스코
몬테푸스코(이탈리아어: Montefusco)는 이탈리아 캄파니아주 아벨리노도의 코무네다.